# Šakir Pandža
Hadži háfiz Šakir Pandža ev. Pandžić (1851 Sarajevo, osmanská říše – 23. ledna 1918 Sarajevo, Bosna a Hercegovina) byl bosenskohercegovský islámský duchovní a pedagog bosňáckého původu.

## Životopis
Bližší informace o jeho dětství nejsou známy. V dospělosti byl učitelem, mudarrisem, v Misrího (Atmejdanské) medrese v Sarajevu a kazatelem, vaizem, v Gazi Husrev-begově mešitě. Od roku 1889 byl učitelem islámského náboženství v Učitelské škole a s ní spojené první národní základní chlapecké škole v Sarajevu. Roku 1904 se stal učitelem náboženství v Technické škole v Sarajevu, jediné střední odborné technické škole v zemi. Následujícího roku, konkrétně 14. února 1905, usedl v Ulema-medžlisu, nejvyšší radě duchovním Islámského společenství v Bosně a Hercegovině, a současné Zemské vakufské komise, spravující rozsáhlá majetek islámských nadací. Na oba posty rezignoval 1910, kdy byly provedeny první volby do islámských autonomních orgánů po vyhlášení jejich samosprávy (1909).
Pandža zemřel roku 1918 v Sarajevu. Pohřben byl na sarajevském hřbitově Grličića brdo.
Jeho synem byl Muhammed Pandža (1897–1962), islámský důchovní.